# Tilburg University
A Tilburg University (até 2010 Universiteit van Tilburg; em português: Universidade de Tilburgo) é uma instituição de ensino superior católica localizada no minicípio de Tilburgo, na província de Brabante Setentrional, no sul dos Países Baixos. A universidade é reconhecida nacionalmente e internacionalmente por sua pesquisa e ensino. No âmbito de publicações académicas, Research Papers in Economics classificou a sua Faculdade de Economia e Administração de Empresas como o 23° departamento de investigação mais produtivo do mundo e o 6º de Europa. Segundo o Ranking de Xangai de 2020, aTilburg University ocupa o 6° lugar no campo da Administração de Empresas e o 24° no campo das Finanças em todo mundo. No campo do direito, a Tilburg University obtém o 28° lugar do mundo e 2° nos Países Baixos de acordo à classificação académica de universidades do THE 2021. Ademais, a Faculdade de Ciências Sociais e do Comportamento oferece um programa de maestría único de dois anos em Psicologia Médica (dado em holandês), no qual os estudantes se formam como cientistas profissionais no âmbito médico.

## História
A universidade foi fundada no ano de 1927 com a designação de Roomsch Katholieke Handelshoogeschool (Universidade Católica Romana de Comércio). No início foi exclusivamente uma escola de Administração e Direcção de Empresas. Posteriormente, foram-se incorporando faculdades como a de Direito (estabelecida em 1963), Ciências Sociais e do Comportamento (também em 1963), Teologia e Filosofia (1963|1967) e por último, a escola de Arte (1981).
Apesar do crescimento das demais faculdades, Administração e Direcção de Empresas mantém-se até hoje como a maior de todas as que compõem a universidade por número de alunos.
Em 2010, o conselho executivo da universidade decidiu adotar o nome em inglês Tilburg University como sua designição oficial.